# Salvelinus albus
Salvelinus albus és una espècie de peix de la família dels salmònids i de l'ordre dels salmoniformes.

## Hàbitat
Viu en zones d'aigües temperades entre 0-50 m de fondària.

## Distribució geogràfica
Es troba a Rússia.